# Kulturmøde
Kulturmøde er en dansk eksperimentalfilm fra 1994 instrueret af Lejf Marcussen. Filmen er en redigeret udgave af Lucifers blyant fra 1993.

## Handling
Denne artikel mangler et handlingsreferat. Hjælp os med at skrive det.